# Mistrzostwa Europy w Lekkoatletyce 1986 – bieg na 400 m przez płotki kobiet

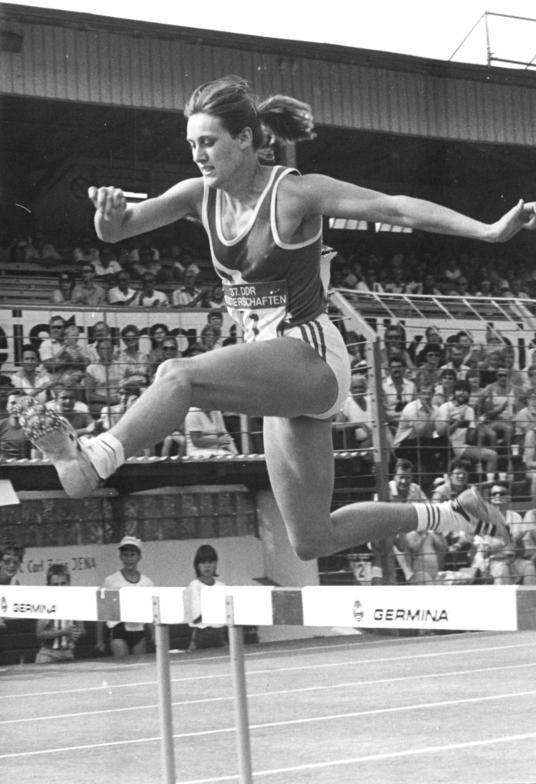
Sabine Busch

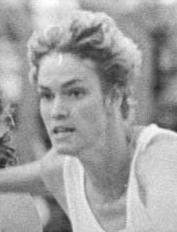
Cornelia Feuerbach

Bieg na dystansie 400 metrów przez płotki kobiet był jedną z konkurencji rozgrywanych podczas XIV mistrzostw Europy w Stuttgarcie. Biegi eliminacyjne zostały rozegrane 28 sierpnia, biegi półfinałowe 29 sierpnia, a bieg finałowy 30 sierpnia 1986 roku. Zwyciężczynią tej konkurencji została reprezentantka Związku Radzieckiego Marina Stiepanowa, która w finale ustanowiła rekord świata czasem 53,32 s. W rywalizacji wzięły udział dwadzieścia cztery zawodniczki z piętnastu reprezentacji.

## Rekordy
| Rekord świata     | Sabine Busch (GDR)        | 53,55 | Berlin, NRD   | 22.09.1985 |
| Rekord Europy     | Sabine Busch (GDR)        | 53,55 | Berlin, NRD   | 22.09.1985 |
| Rekord mistrzostw | Ann-Louise Skoglund (SWE) | 54,58 | Ateny, Grecja | 10.09.1982 |

## Wyniki

### Eliminacje
Rozegrano trzy biegi eliminacyjne. Do półfinałów awansowały po cztery najlepsze zawodniczki każdego biegu eliminacyjnego (Q) oraz cztery spośród pozostałych z najlepszym czasem (q).
Bieg 1
| Miejsce | Zawodniczka        | Czas  | Uwagi |
| ------- | ------------------ | ----- | ----- |
| 1       | Cristieana Matei   | 56,46 | Q     |
| 2       | Cornelia Feuerbach | 56,50 | Q     |
| 3       | Genowefa Błaszak   | 56,52 | Q     |
| 4       | Tuija Helander     | 56,87 | Q     |
| 5       | Christina Wennberg | 57,27 | q     |
| 6       | Anne Gundersen     | 58,01 |       |
| 7       | Montserrat Pujol   | 58,14 |       |
| 8       | Giuseppina Cirulli | 58,37 |       |

Bieg 2
| Miejsce | Zawodniczka        | Czas  | Uwagi |
| ------- | ------------------ | ----- | ----- |
| 1       | Sabine Busch       | 55,42 | Q     |
| 2       | Margarita Chromowa | 55,69 | Q     |
| 3       | Nicoleta Căruțașu  | 56,82 | Q     |
| 4       | Gerda Haas         | 56,95 | Q,    |
| 5       | Caroline Plüss     | 57,23 | q,    |
| 6       | Monika Klebe       | 57,83 | q     |
| 7       | Beate Holzapfel    | 58,52 |       |
| 8       | Semra Aksu         | 59,25 |       |

Bieg 3
| Miejsce | Zawodniczka          | Czas  | Uwagi |
| ------- | -------------------- | ----- | ----- |
| 1       | Marina Stiepanowa    | 54,68 | Q     |
| 2       | Ellen Fiedler        | 55,09 | Q     |
| 3       | Ann-Louise Skoglund  | 56,56 | Q     |
| 4       | Gudrun Abt           | 57,02 | Q     |
| 5       | Irmgard Trojer       | 57,81 | q     |
| 6       | Yvette Wray          | 57,89 |       |
| 7       | Cristina Pérez       | 58,19 |       |
| 8       | Helga Halldórsdóttir | 58,24 |       |

### Półfinały
Rozegrano dwa półfinały. Do finału awansowały po cztery najlepsze zawodniczki każdego biegu półfinałowego (Q).
Półfinał 1
| Miejsce | Zawodniczka        | Czas  | Uwagi |
| ------- | ------------------ | ----- | ----- |
| 1       | Cornelia Feuerbach | 54,72 | Q     |
| 2       | Ellen Fiedler      | 54,76 | Q     |
| 3       | Genowefa Błaszak   | 54,83 | Q     |
| 4       | Margarita Chromowa | 55,37 | Q     |
| 5       | Nicoleta Căruțașu  | 55,95 |       |
| 6       | Christina Wennberg | 56,69 |       |
| 7       | Irmgard Trojer     | 58,20 |       |
| –       | Gerda Haas         | DNF   |       |

Półfinał 2
| Miejsce | Zawodniczka         | Czas  | Uwagi |
| ------- | ------------------- | ----- | ----- |
| 1       | Marina Stiepanowa   | 53,83 | Q,    |
| 2       | Sabine Busch        | 53,97 | Q     |
| 3       | Ann-Louise Skoglund | 54,93 | Q     |
| 4       | Cristieana Matei    | 55,67 | Q     |
| 5       | Tuija Helander      | 56,21 |       |
| 6       | Gudrun Abt          | 56,66 |       |
| 7       | Caroline Plüss      | 57,15 | [ 4 ] |
| 8       | Monika Klebe        | 57,18 |       |

### Finał
| Miejsce | Zawodniczka         | Czas   | Uwagi |
| ------- | ------------------- | ------ | ----- |
| 1       | Marina Stiepanowa   | 53,328 | WR    |
| 2       | Sabine Busch        | 53,60  |       |
| 3       | Cornelia Feuerbach  | 54,13  |       |
| 4       | Ann-Louise Skoglund | 12,82  | [ 4 ] |
| 5       | Genowefa Błaszak    | 54,74  |       |
| 6       | Ellen Fiedler       | 54,90  |       |
| 7       | Cristieana Matei    | 55,23  |       |
| 8       | Margarita Chromowa  | 55,56  |       |